# Sztolnie w Leśnej
Sztolnie w Leśnej este o arie protejată (arie specială de conservare — SAC, sit de importanță comunitară — SCI) din Polonia întinsă pe o suprafață de 30,22 ha, integral pe uscat.

## Localizare
Centrul sitului Sztolnie w Leśnej este situat la coordonatele 51°01′00″N 15°16′38″E / 51.0168°N 15.2772°E.

## Înființare
Situl Sztolnie w Leśnej a fost declarat sit de importanță comunitară în aprilie 2004 pentru a proteja 3 specii de animale. Situl a fost protejat și ca arie specială de conservare în februarie 2017.

## Biodiversitate
Situată în ecoregiunea continentală, aria protejată conține 4 habitate naturale: Fânețe de joasă altitudine (Alopecurus pratensis, Sanguisorba officinalis), Pante stâncoase silicioase cu vegetație casmofită, Păduri de stejar și carpen Galio-Carpinetum, Păduri pe pante, grohotișuri și ravene de Tilio-Acerion.
La baza desemnării sitului se află mai multe specii protejate de  mamifere (3): liliac cârn (Barbastella barbastellus), liliac cu urechi mari (Myotis bechsteinii), liliac comun (Myotis myotis).